# Danny Roberts
Daniel Steven Roberts, född 14 juli 1987 i London, är en engelsk MMA-utövare som sedan 2015 tävlar i organisationen Ultimate Fighting Championship.